# 线果高原芥
线果高原芥（学名：Christolea parkeri）为十字花科高原芥属的植物。分布在克什米尔地区、巴勒斯坦以及中国大陆的西藏等地，生长于海拔3,900米的地区，目前尚未由人工引种栽培。

## 异名
- Oreoblastus parkeri (O. E. Schulz) Suslova